# Упаричара
Упаричара (санскр. Uparicara) — в индийской мифологии эпического периода (в «Махабхарате», например) бог-дэва (полубог) из рода Васу, сделавшийся, по повелению Индры, царём страны Чеди.
Его дочь Сатьявати, рождённая нимфой-апсарой, стала матерью мудреца Вьясы — мифического автора Вед, Пуран, «Махабхараты», философского учения Веданты и других памятников индийской литературы.